# Rada Bezpieczeństwa Federacji Rosyjskiej
Rada Bezpieczeństwa Federacji Rosyjskiej (ros. Совет Безопасности Российской Федерации) – kolegialny organ doradczy z zakresu bezpieczeństwa państwa, przewidziany w art. 83 ust. 1 lit. g Konstytucji Federacji Rosyjskiej i wchodzący w skład administracji Prezydenta Federacji Rosyjskiej. Na jego czele stoi prezydent Rosji.
Zadania Rady to:
- wypracowywanie propozycji i rozwiązań dotyczących funkcjonowania systemu bezpieczeństwa Federacji, założeń strategicznych oraz określenie stanu bieżących zagrożeń;
- opiniowanie wniosków o wprowadzenie stanów nadzwyczajnych.

Rada obraduje pod przewodnictwem głowy państwa, a do grona tak zwanych stałych członków Rady należą: przewodniczący izb parlamentu, premier, wicepremier, ministrowie spraw zagranicznych, obrony, spraw wewnętrznych, szef administracji prezydenckiej, sekretarz Rady oraz szef Federalnej Służby Bezpieczeństwa oraz dyrektor Służby Wywiadu Zagranicznego Federacji Rosyjskiej.

## Kierownictwo
Przewodniczącym Rady Bezpieczeństwa Federacji Rosyjskiej jest Prezydent Federacji Rosyjskiej.
16 stycznia 2020 prezydent Putin mianował ustępującego premiera Dmitrija Miedwiediewa na stanowisko zastępcy przewodniczącego Rady Bezpieczeństwa.

## Strategia Bezpieczeństwa Narodowego Federacji Rosyjskiej (2021)
Główne cele dotyczące Strategii Bezpieczeństwa Narodowego Federacji Rosyjskiej z 2021 roku to:
- ochrona ustroju konstytucyjnego
- rozwój gospodarki oraz przestrzeni informacyjnej
- zachowanie jedności Rosji
- wzmocnienie tradycyjnych wartości
- utrzymanie stabilności w sytuacji zagrożeń zewnętrznych[2]